# Rahab

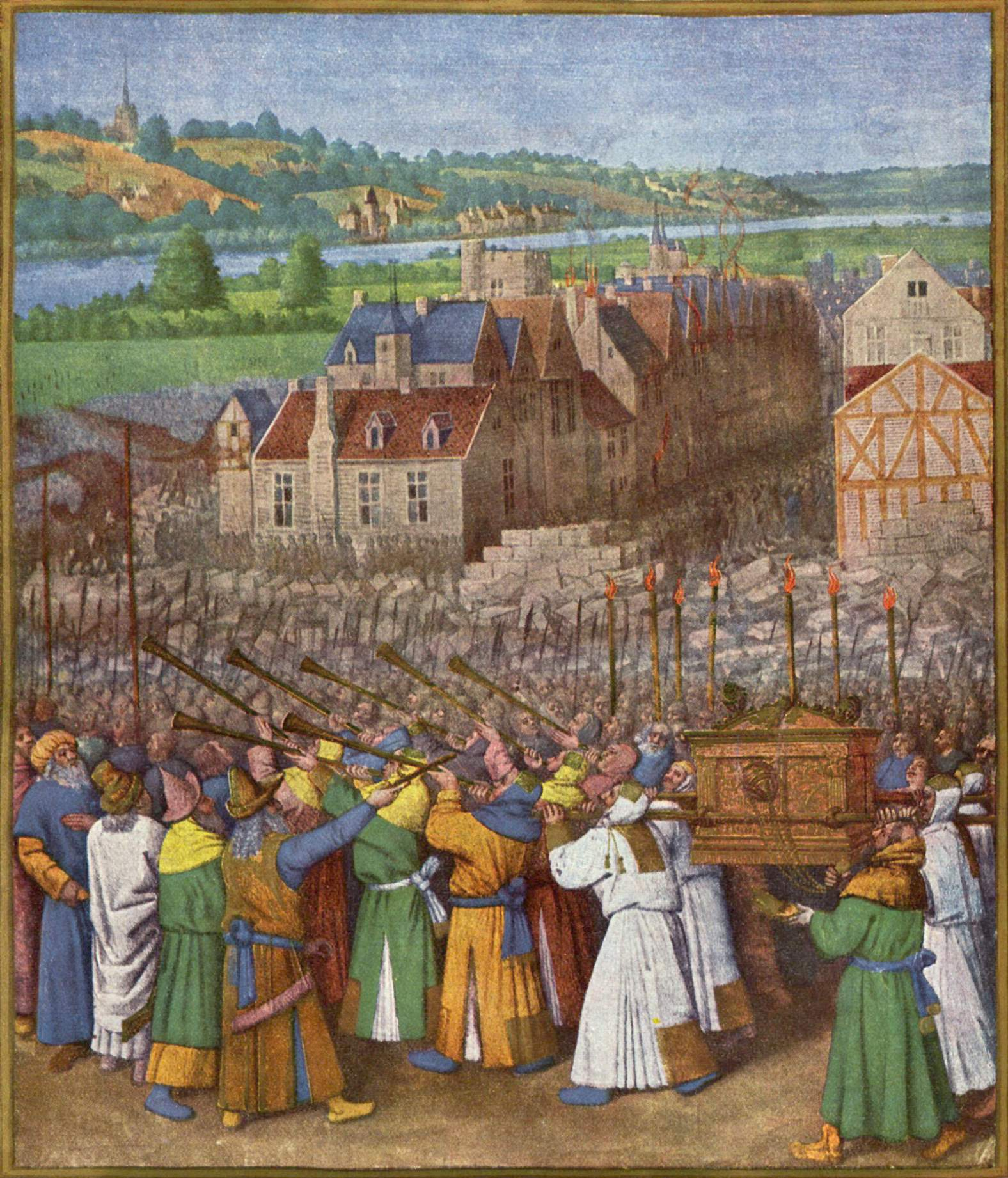
Schlacht um Jericho, französische Buchmalerei um 1415–1420

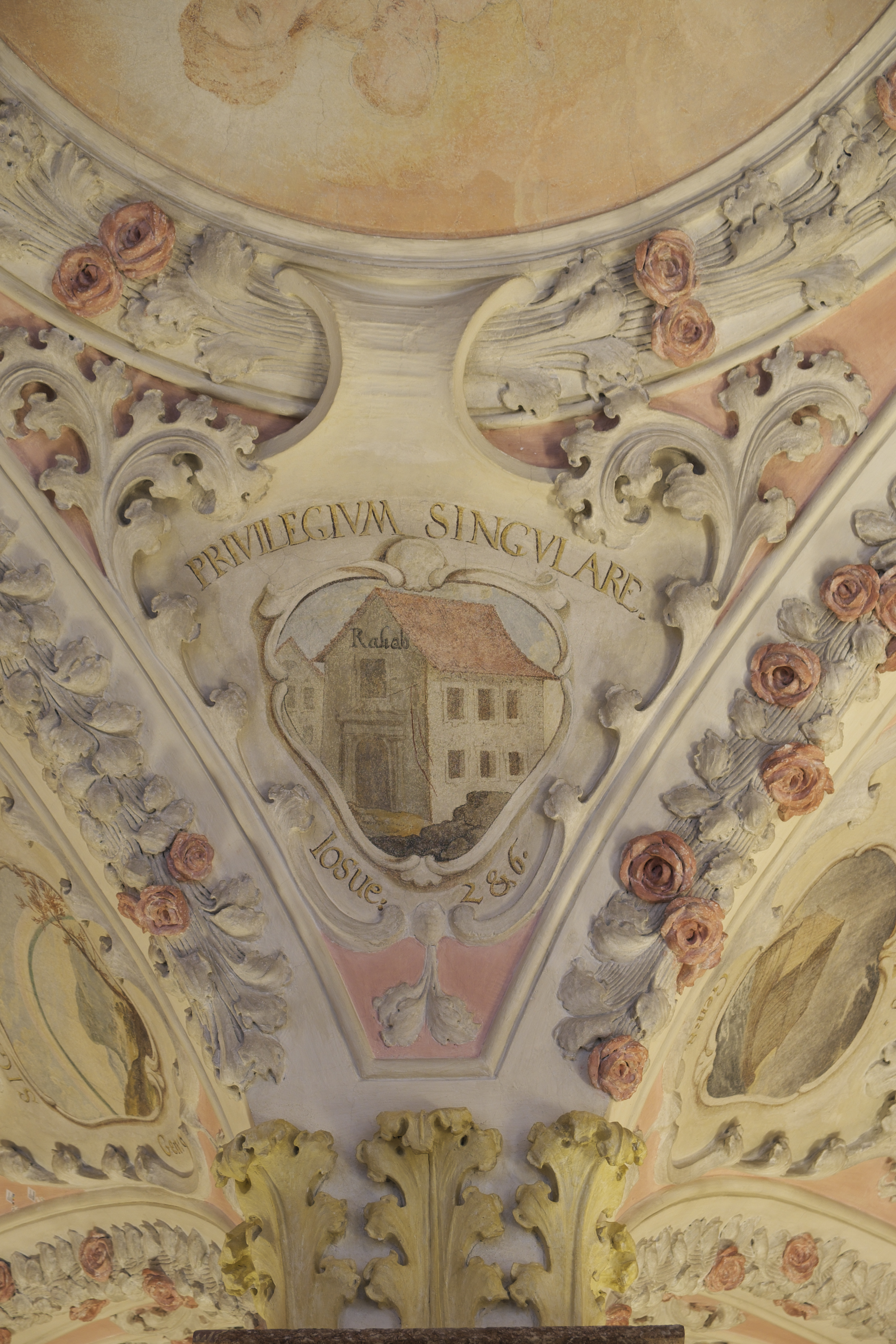
Haus der Rahab, Malerei in der Sakristei der Karmelitenkirche St. Nikolaus, München um 1710

Rahab (hebräisch רָחָב, rāḥāb) ist in der Hebräischen Bibel der Name der Frau, die nach dem Bericht von der Einnahme und Zerstörung Jerichos durch die Israeliten (Jos 2 ) zwei von Josua gesandte Kundschafter in ihrem Haus versteckt und gerettet haben soll. Dadurch habe sie nach Jos 6  mit ihrer Familie das Massaker an allen übrigen Einwohnern und die vollständige Zerstörung der Stadt überleben können.

## Genealogie
Nach Mt 1,5  sei Rahab Frau des Salma bzw. Salmon und Mutter des Boas gewesen. Die anderen Genealogien und Stammeslisten erwähnen Rahabs Namen nicht (vgl. Rut 4,21 ; 1 Chr 2,11 ; Lk 3,32 ).
Im Buch Josua (2,1 ; 6,17.25 ) und im Neuen Testament (Heb 11,31 ; Jak 2,25 ) wird Rahab als Hure bezeichnet.
In dem entsprechenden Bericht von der Einnahme Jerichos des jüdischen Geschichtsschreiber Flavius Josephus wird diese Bezeichnung für Rahab nicht verwendet. Nach Josephus sei Rahab eine Wirtin gewesen und habe die zwei Kundschafter in ihrem Wirtshaus beherbergt (Ant. 5,7f). Der Tradition, Rahab sei eine Wirtin gewesen, folgt auch der Targum Jonathan (zu Jos 2,1).

## Etymologie
Die Herkunft des Namens Rahab ist nicht geklärt. Es ist vermutet worden, dass der Name ein Eponym der Keniter sei oder mit anderen nichtisraelitischen Stammes- oder Sippenbezeichnung der Form בֵית רָחָב (bēt rāḥāb, „Dirnenhaus“) oder (Martin Noth) mit dem Ortsnamen Bet-Rehob (בֵית־רְחֹב, „Haus am öffentlichen Platz“, vgl.: Ri 18,28 , 2 Sam 10,6  u. a.) in Zusammenhang stehe.
Im Talmud wird der Name Rahab über eine Ableitung mit der hebräischen Verbalwurzel rḥb, „sich verbreiten, sich weit auftun“, erklärt.
Eine Deutung des Namens aus der hebräischen Verbalwurzel rḥb ist auch von neueren Interpreten vorgeschlagen worden. Auf diesen Hypothesen zur Abstammung des Namens Rahab basieren vereinzelte weitergehende Interpretationen, die hier einen an den Beruf der Prostituierten anspielenden Spitznamen sehen wollen. Vorwiegend wird der Name als echter femininer Personenname verstanden, der nicht nach einer nachträglichen Deutung oder Ätiologie hervorgebracht wurde, und der mit ihm verbundenen Überlieferung ein hohes Alter zuerkannt.

## Weitere Formen
Der Name Rahab findet sich auch als Wiedergabe des hebräischen רַהַב (rahab; jüdisch-aramäisch: רַהֲבָא, rahabā, „Ungestüm, Toben“) in den Übersetzungen von Jes 51,9 , Ps 89,11 , Hi 9,13  und 26,12 , wo dieser als Name eines mythischen Ungeheuers aufgefasst wird, und in Jes 30,7  und Ps 87,4  als symbolische Bezeichnung für Ägypten. Ein weiteres Vorkommen dieses Wortes ist in Ps 40,5  zu finden, wo es mit „Dränger, Feind“ u. ä. übersetzt wird. Dieser Name stammt aus der hebräischen Wurzel רהב (rhb, „bestürmen, zusetzen, bedrängen“), die Entsprechungen in vielen anderen semitischen Sprachen hat.